# Lago de Misurina
El lago de Misurina es un lago natural de montaña del norte de Italia, localizado en los Dolomitas, siendo el más grande del Cadore. Se encuentra a 1754 m s.n.m.  en Misurina, una fracción de Auronzo de Cadore, en la provincia de Belluno. Tiene una superficie de solo 0,14 km², un perímetro de 2,6 km² y su profundidad es de 5,0 m.
Las particulares características climáticas del área alrededor del lago hacen que el aire sea particularmente adecuado para quien sufre de patologías respiratorias. De hecho, en su cercanía se encuentra el único centro en Italia para la cura del asma infantil. Al este del lago se encuentran algunos remontes, y la cadena de los Cadini di Misurina (subsección de los Dolomitas de Ampezzo), cruzada por el sendero equipado "Alberto Bonacossa". Al norte del lago, tomando el camino que lleva a las Tres Cimas de Lavaredo, se encuentra el lago de Antorno. Al sur se encuentra el Grupo del Sorapiss (Dolomitas de Ampezzo).
En los alrededores del lago se encuentran una decena de albergues con una capacidad de acogida de aproximadamente 500 camas. Además de los albergues, el gran edificio que aparece mirando el lago desde el norte hasta el sur, es una casa de cura. La mayoría de los inviernos el lago se congela por completo convirtiéndose así en un lugar viable en toda su extensión. En invierno, se realizan juegos de polo a caballo sobre la superficie helada. Cerca del lago pasa el Alta vía n. 3, que partiendo de Villabassa llega a Longarone.

## Folclore

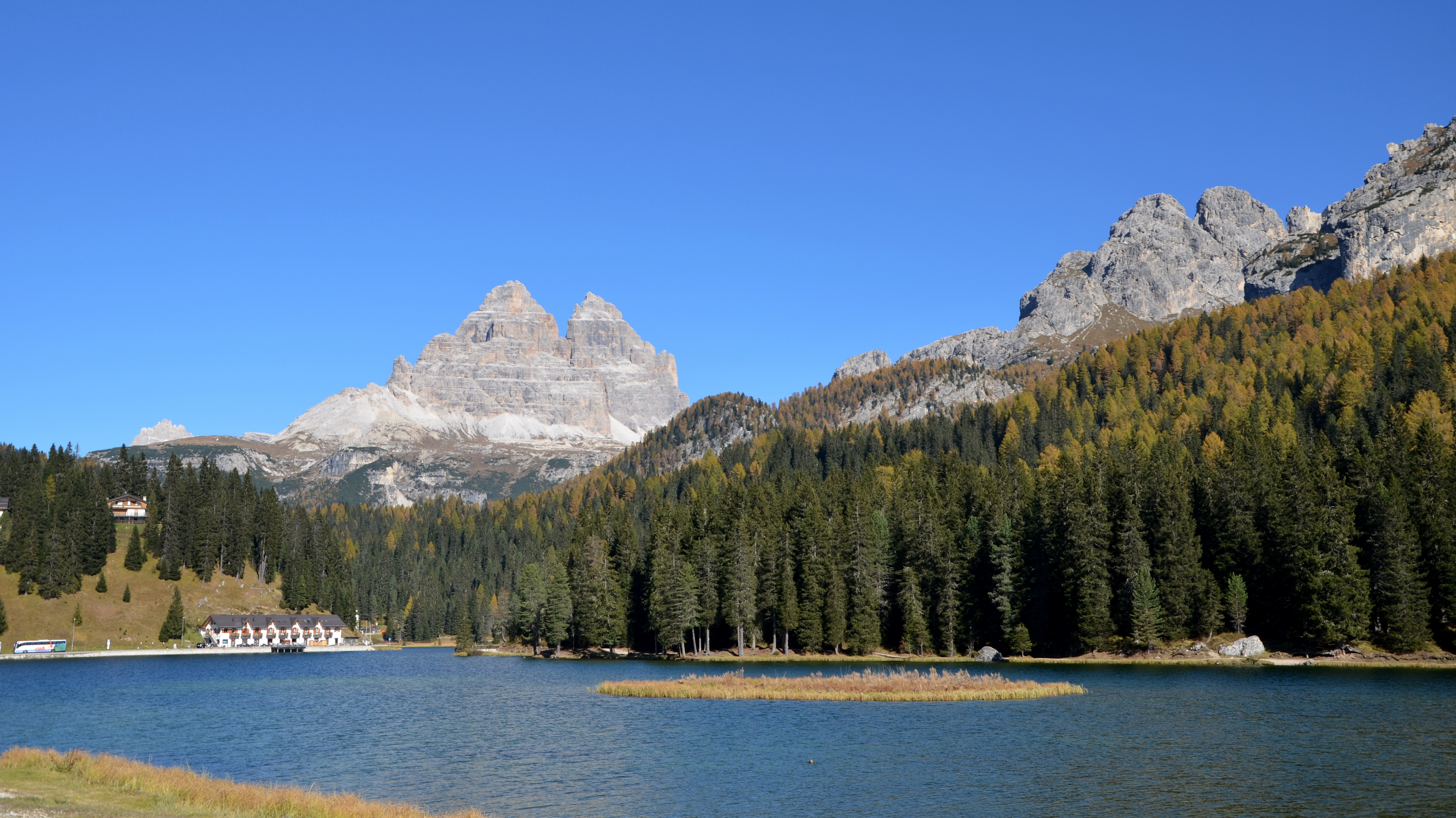
El lago y las Tres Cimas de Lavaredo

Hay al menos dos leyendas diferentes sobre el lago de Misurina. La primera, la más acreditada, cobró popularidad gracias a una canción de Claudio Baglioni, incluida en el álbum Sabato pomeriggio. Según esta versión, Misurina era la única hija del anciano e imponente rey Sorapiss, que gobernaba las tierras entre Tofane, Antelao, Marmarole y las Tres Cimas de Lavaredo.
La niña, tan caprichosa y traviesa cuanto graciosa, era la única razón de vida del rey Sorapiss, el cual, quedado viudo, atribuía la impertinencia de la niña a la falta de la mamá y por lo tanto era siempre listo a disculparla y justificarla. A la edad de siete u ocho años, Misurina vino a conocimiento de la existencia de una hada, que vivía sobre el monte Cristallo, que poseía un espejo mágico, el cual daba el poder de leer los pensamientos de quienquiera que se reflejara en él.
Misurina suplicó mucho tiempo a su padre para conseguir el espejo mágico que quería a toda costa, hasta que Sorapiss cedió y la acompañó. El hada se resistió durante mucho tiempo, porque no quería complacer a esa niña caprichosa pero, delante a las lágrimas de Sorapiss, terminó aceptando, pero poniendo una condición muy dura, con la esperanza de que el rey y su hija se rindieran. El hada tenía un hermoso jardín lleno de maravillosas flores en el Monte Cristallo, pero el exceso de sol las marchitó prematuramente. Así que pidió, a cambio del espejo, que Sorapiss aceptara transformarse en una montaña, para proteger con su sombra el jardín del hada.
Cuando Misurina, en el séptimo cielo, recibió el espejo de Sorapiss y fue informada del pacto, no se incomodó, al contrario: estaba entusiasmada con la idea de que su padre, para hacerla feliz, se convirtiera en una montaña, en la que podría correr y jugar. En ese mismo momento, mientras Misurina contemplaba el espejo, Sorapiss comenzó su transformación, hinchándose y cambiando de color: su pelo se convirtió en árboles y sus arrugas en grietas.
Misurina se dio cuenta de que estaba en lo alto de la montaña que había sido su padre y, mirando hacia abajo, se mareó y cayó en el vacío. Sorapiss, en sus últimos momentos de vida, tuvo que mirar impotente al trágico final de su hija, así que desde sus ojos todavía abiertos brotaron tantas lágrimas que formaron dos arroyos, que se congregaron en el valle formando un inmenso lago, que tomó precisamente el nombre de Misurina. Al caer el espejo, se rompió entre las rocas y sus fragmentos fueron arrastrados hacia abajo por los arroyos de lágrimas de Sorapiss, donde aún, hoy en día, dan reflejos multicolores, como los pensamientos de aquellos que contemplan el lago de Misurina.
En la segunda versión, Mesurina (apodada así solo más tarde en el dialecto Cadorino) es una niña, hija de ricos comerciantes Venecianos, sacada a la montaña por su padre con una treta, con el intento de impedir la realización de una profecía que habría visto a la niña donar todo su patrimonio. Después de trágicos acontecimientos amorosos, que recuerdan vagamente a los de Romeo y Julieta, la niña muere, reconocida en el momento de su muerte por un amante que tenía cuando era joven y de la que había sido alejada, a causa de un engaño puesto por el padre de la niña y con la ayuda de una sirvienta a la que él había mandado.

## Galería de imágenes

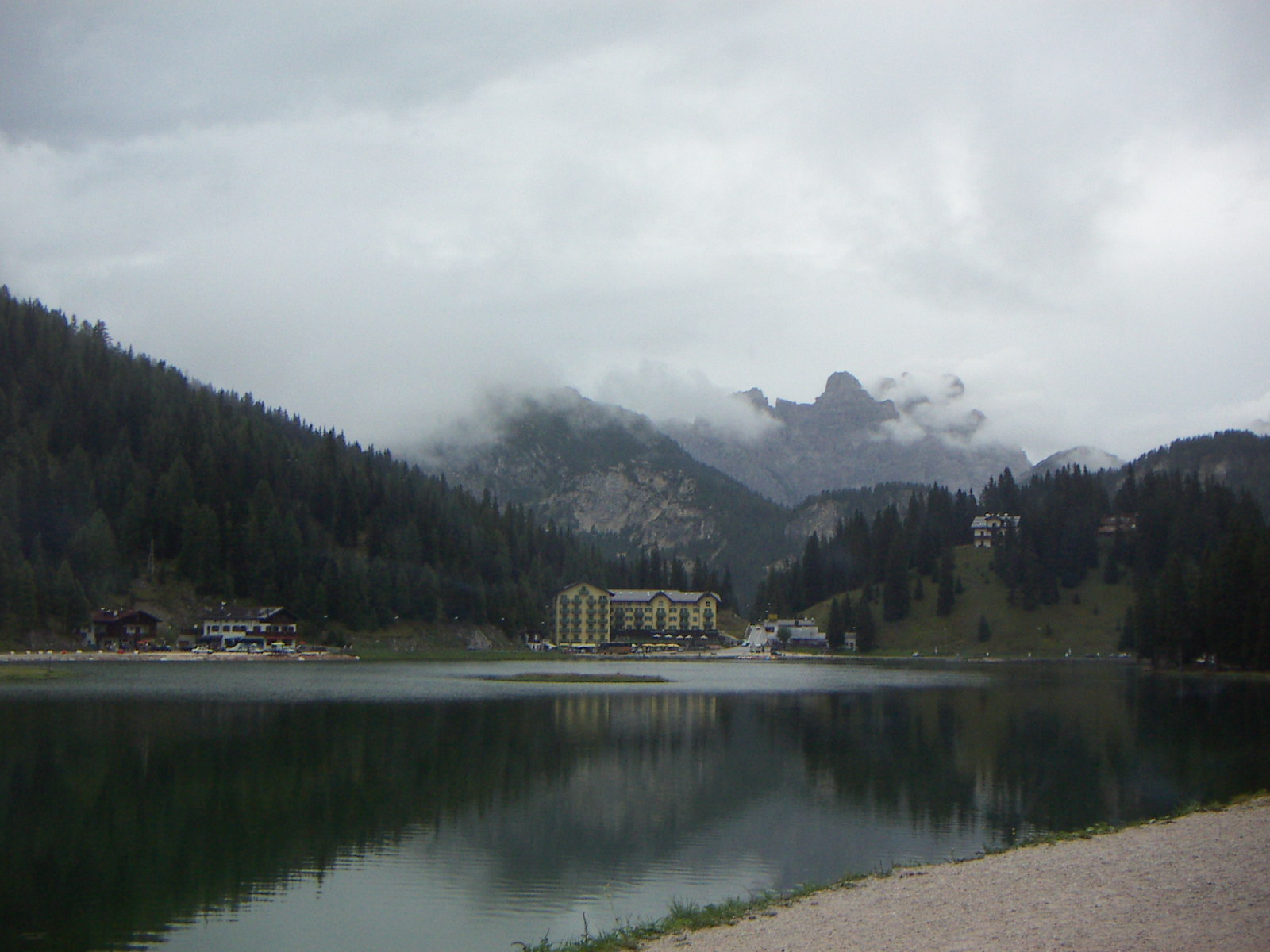
El lago bajo un manto de nubes.
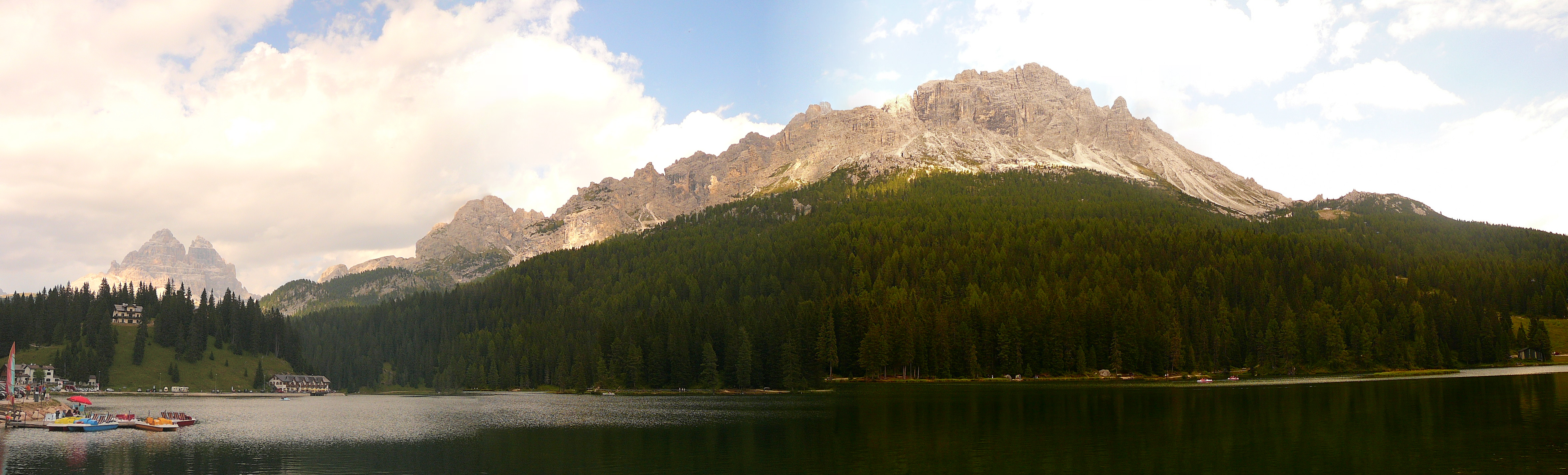
El lago desde el oeste: detrás los Cadini di Misurina y, a la izquierda, las Tres Cimas de Lavaredo
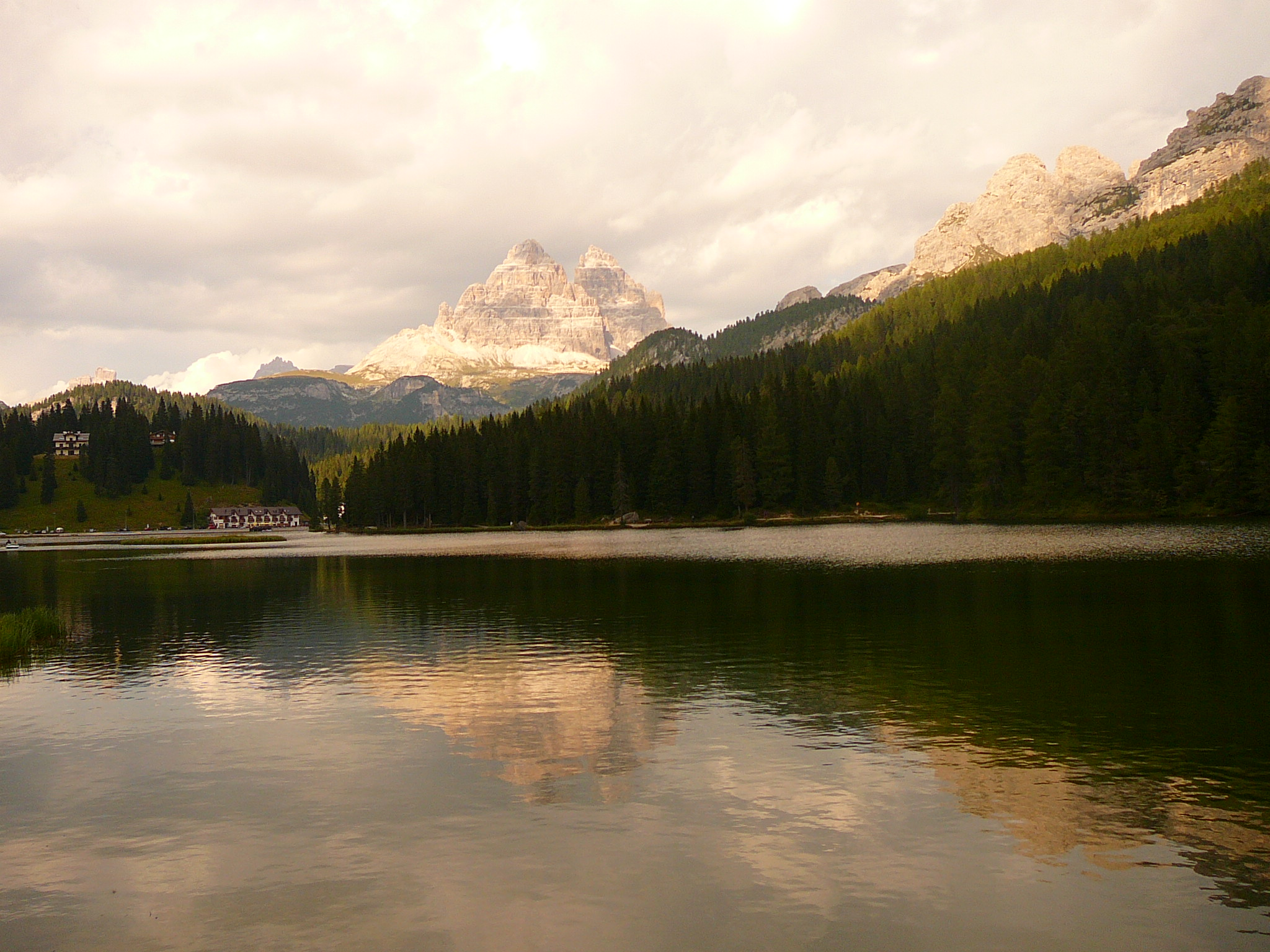
El lago desde el sur: al fondo, las Tres Cimas de Lavaredo
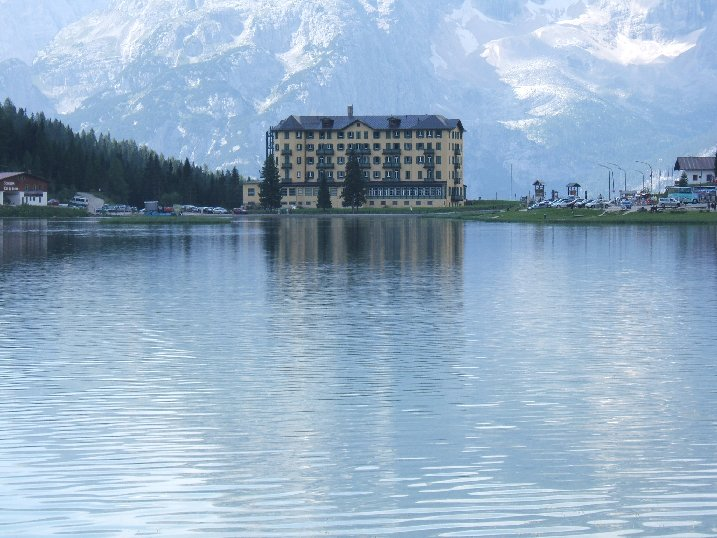
El lago desde el norte.

## Otros proyectos
- Wikimedia Commons alberga una categoría multimedia sobre Lago de Misurina.

- Wikimedia Commons contiene immagini o altri file su lago di Misurina